# 쏘우 2
《쏘우 2》(Saw II)는 대런 린 보우즈만 감독의 2005년 미국의 공포 영화이다.

## 출연
- 도니 월버그 - 에릭
- 쇼니 스미스 - 아만다
- 토빈 벨 - 직쏘
- 프랭키 G - 하비에르
- 팀 버드 (Tim Burd) - 오비
- 디나 메이어 - 케리
- 존 팰런 (John Fallon) - 테치

## 등장 트랩
- 파리지옥 트랩 (The Venus Flytrap)
  - 1분 내에 열쇠를 찾아 마스크를 풀지 못하면 마스크가 닫혀 두개골이 찔려 죽는 트랩. 열쇠는 희생자의 눈 바로 아래에 있다.
- 맹독 가스 감금실 (The Nerve Gas House)
  - 〈쏘우 2〉의 메인 트랩. 감금실은 3시간 후에 열리지만 감금실을 채우는 맹독 가스는 희생자들을 2시간 내에 죽게 한다. 희생자들은 감금실 내 곳곳에 숨겨진 해독제를 찾아야 한다.
  - 열쇠구멍 권총 (The Magnum Eyehole)
    - 열쇠로 문을 열면 열쇠구멍을 통해 자동으로 권총이 발사되는 트랩이다.

  - 화로 트랩 (The Furnace Trap)
    - 해독제 두 개가 있는데, 두 개를 다 떼어내면 화로가 잠기고 바닥에서 불이 올라오기 시작한다. 살기 위해선 화로 안의 호스를 돌려 물을 틀어야 한다.

  - 주사기 구덩이 (The Needle Pit)
    - 제한시간 내에 주사기가 가득한 구덩이에서 감금실의 문을 열 열쇠를 찾아야 한다. 제한시간이 지나면 문은 더 이상 열 수 없게 된다.

  - 칼날 상자 (The Razor Box Trap)
    - 상자 안에 해독제가 있는데, 구멍으로 손을 집어넣으면 칼날 때문에 손을 뺄 수 없게 된다.

## 같이 보기
- 쏘우 - 시리즈
- 쏘우 (영화) - 전편